# Автоматизированные складские системы

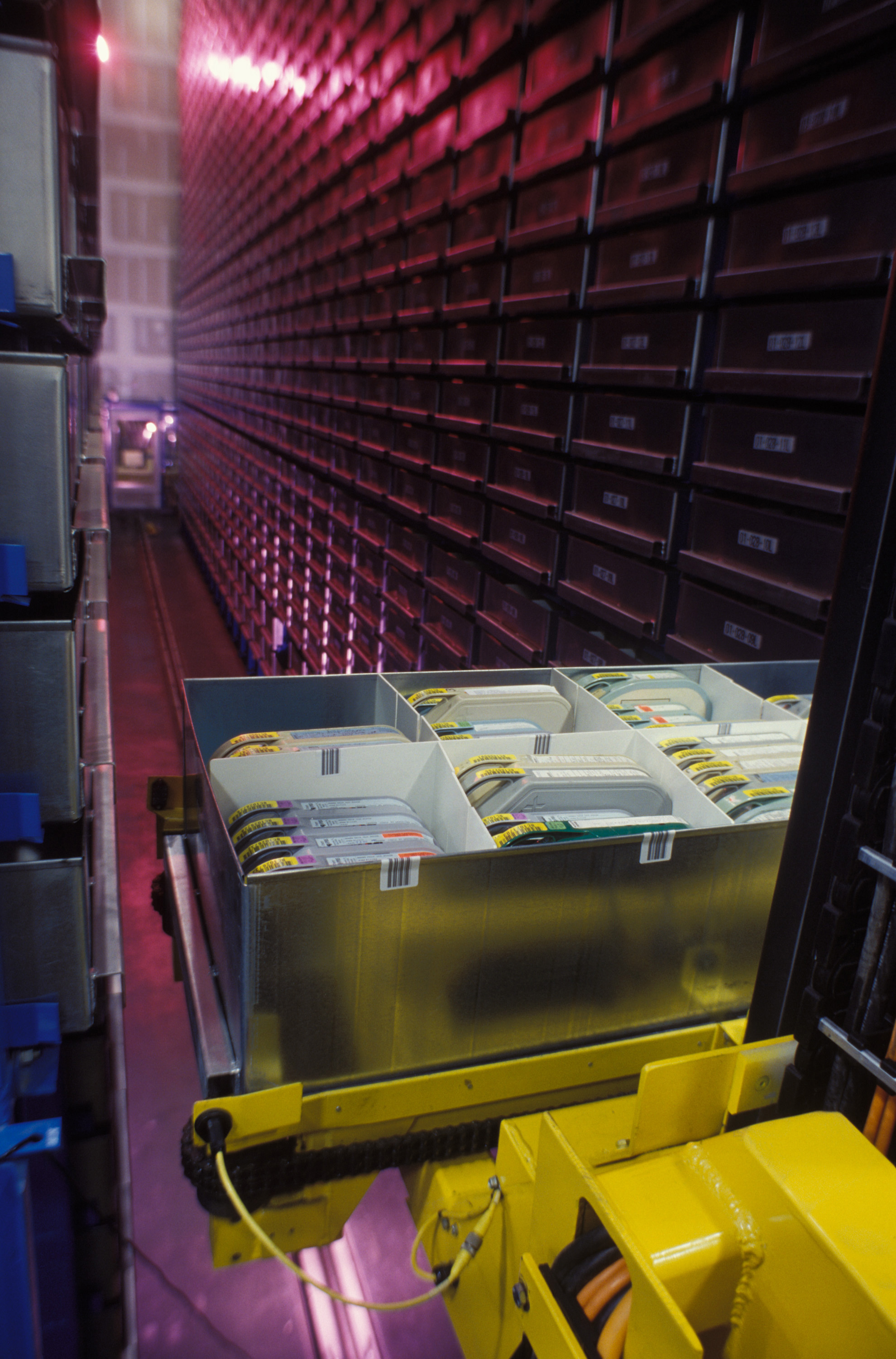

Автоматизированные складские системы (англ. Automated Storage and Retrieval Systems — AS/RS) предусматривают использование управляемых компьютером подъемно-транспортных устройств, которые закладывают изделия на склад и извлекают их оттуда по команде.
Автоматизированные складские системы не только исключают ручной труд, но и позволяют экономить складские площади, ускорять складские операции и улучшать контроль за материально-техническими запасами, поскольку ЭВМ следит за местонахождением каждого изделия на складе.
АСС, как правило, используется на складах, где значительные по размерам грузы перемещают с высокой интенсивностью, при этом плотность хранения важна из-за пространственных ограничений.

## Типы автоматизированных складских систем
АСС бывают трёх типов:
- Одномачтовые;
- Двухмачтовые;
- Управляемые человеком.

АСС первых двух типов соединены с ведущими рельсами, расположенными на потолке, чтобы гарантировать точное вертикальное выравнивание. Челнок (англ. Shuttle) — основная составная часть автоматизированной складской системы перемещается между неподвижными складскими полками и размещает или извлекает требуемый груз. Помимо передвижения на плоскости, «челнок» способен подниматься на заданную высоту для извлечения груза и передвигать грузы на несколько уровней в глубину полки хранения.

## Структура
Автоматизированные склады состоят из стеллажей, кранов-штабелеров и систем доставки материалов для загрузки в склад и выгруженных товаров из склада (система «загрузки-выгрузки»). Стеллажи разбиты на ячейки.
Высота стеллажей составляет от нескольких метров до нескольких десятков метров.
Длина стеллажей составляет от нескольких метров до сотен метров.
Ёмкость автоматизированных складов составляет от нескольких сотен ячеек до сотен тысяч ячеек.
Краны-штабелеры бывают одномачтовые и двухмачтовые. Все краны-штабелеры имеют систему питания, систему адресования и систему информационной связи.
Система питания кранов-штабелеров выполняется с помощью блиндотроллей или гибкого 
силового кабеля.
Система адресования состоит из кодовых пластин, закрепленных на стеллажах и головки адресования, расположенной на перемещающемся вдоль мачты крана-штабелера телескопическом столе. 
Для системы адресования кранов-штабелеров применяется двоичная система счисления, двоично-десятичная или код Грея.
Для управления складом используются промышленные контроллеры или персональные компьютеры,
которые устанавливаются в зале управления. На кране-штабелере устанавливается бортовой контроллер.
Система «загрузки-выгрузки» может быть выполнена из рольгангов, цепных конвейеров, транспортерных лент, подвесных толкающих конвейеров, подвесных монорельсовых дорог и др.

## Разновидности
Массовое распространение получили следующие разновидности автоматизированных складов:
- автоматизированные склады лифтового типа;
- автоматизированные стеллажи карусельного типа (патерностеры).
Лифтовые стеллажи представляют собою закрытую стеллажную конструкцию, хранение грузов в которой осуществляется на специальных металлических поддонах. Работа - подача, загрузка, выгрузка грузов - осуществляется через специальное рабочее окно. Подъем и перемещение поддонов с грузом на/с хранения осуществляется с помощью специальной платформы - экстрактора, которая осуществляет захват рабочего поддона из рабочего окна, его перемещение на лифтовое устройство и дальнейшее размещение в стеллаже.
Принцип работы лифтового стеллажа основан на измерении высоты груза на поддоне при загрузке поддона с грузом в стеллаж и определения наиболее оптимального места хранения в стеллаже в соответствии с высотою груза. Этот принцип позволяет организовать очень плотное хранение грузов. Лифтовые стеллажи могут иметь высоту до 20 м. Общая нагрузка на один лифтовый стеллаж может достигать 60 т.
Лифтовые стеллажи как правило в современном исполнении имеют встроенную систему учета и управления товарами, которая может работать со 100 000 артикулов. Как правило, есть возможность объединения лифтовых стеллажей в сеть и подключения их к системе управления складом WMS[неизвестный термин].
Патерностеры по принципу своей работы перемещают сразу все полки, установленные в машине. Полки перемещаются вертикально. Загрузка и выгрузка грузов осуществляется через рабочее окно. 
Данный тип машин используется для хранения широкой номенклатуры легких и не больших по габаритам грузов. Это может быть инструмент (сверла, резцы и т.д.), комплектующие, запасные части, электронные компоненты. Данный класс машин широко используется также для хранения документов и в архивах.
Грузоподъемность этих машин меньше чем у лифтовых стеллажей и составляет 150 - 300 кг на одну полку. Высота этих машин, как правило, не превышает 8 метров. В связи с непосредственной работой человека в зоне рабочего окна где происходит перемещение полок с грузом, эти машины оснащаются специальными барьерами безопасности, останавливающими работу машины при попадании человека в рабочую зону.
Патерностеры имеют встроенную систему учета и управления товарами, которая может работать со 100 000 артикулов. Как правило, есть возможность объединения их в сеть и подключения их к системе управления складом WMS.